# Jagd auf Dillinger (1973)
Jagd auf Dillinger (Originaltitel Dillinger) ist ein US-amerikanischer Gangsterfilm aus dem Jahr 1973. Unter der Regie von John Milius verkörpert Warren Oates John Dillinger, die erste Person, die vom FBI als „Staatsfeind Nr. 1“ bezeichnet wurde. Dillinger und seine Bande waren auf Bankraub spezialisiert. Ben Johnson und Cloris Leachman spielen die weiteren Hauptrollen in dieser autobiographischen Geschichte.

## Handlung
Während der Großen Depression wurden verschiedene Bankräuber und andere Gesetzlose aufgrund des Misstrauens der Öffentlichkeit gegenüber Finanzinstituten und dem Gesetz zu Volkshelden. Nach dem Massaker von Kansas City im Juni 1933, bei dem mehrere Gesetzeshüter am helllichten Tag dreist ermordet wurden, beschließt der Leiter der FBI-Außenstelle, Melvin Purvis, persönlich Jagd auf die Männer zu machen, die er für verantwortlich hält: Charles Arthur „Pretty Boy“ Floyd, Lester „Babyface“ Nelson, George „Machine Gun“ Kelly, „Handsome“ Jack Klutas, Wilbur Underhill und John Dillinger. Während eines Treffens mit dem FBI-Agenten Samuel Cowley macht Purvis deutlich, dass er auf persönliche Rache aus ist und bereit ist, wenn nötig auch extralegale Maßnahmen zu ergreifen.
Dillinger steht mitten in seiner kriminellen Karriere, wird von Homer Van Meter, Harry Pierpont, Charles Mackley und anderen begleitet und prahlt mit seinen Taten. Er lernt Billie Frechette in einer Bar kennen und findet sofort Gefallen an ihr, ist aber verblüfft, als sie ihn nicht erkennt und raubt die Barbesucher aus, um sie zu beeindrucken. Sie wird seine Geliebte und begleitet ihn und seine Bande bei ihren Raubzügen. 
Bei einem Raubüberfall in East Chicago verliert die Bande Mackley und mehrere andere, so dass sie sich zerstreuen muss. In dieser Zeit hat Purvis mit der Säuberung der Gangster begonnen, er jagt und tötet Underhill und Klutas und nimmt Kelly fest. Gegen Dillinger und die anderen kann er nicht vorgehen, da sie noch nicht gegen Bundesgesetze verstoßen haben. Während er sich mit dem Rest der Bande in Arizona versteckt, wird Dillinger von den örtlichen Behörden gefasst und nach Crown Point, Indiana gebracht. Während seiner Haft gelingt Dillinger eine gewagte Flucht, nachdem er ein Stück Seife in die Form einer Pistole geschnitzt und die Wachen dazu gebracht hat, ihn freizulassen. Während dieser Flucht begeht Dillinger schließlich ein Bundesverbrechen, indem er ein gestohlenes Auto über die Staatsgrenzen fährt. Er nimmt einen Mitgefangenen, Reed Youngblood, mit, und sie treffen schließlich wieder auf die Bande, zu der auch die neuen Mitglieder Nelson und Floyd gehören. Zum Leidwesen von Purvis, der wütend und eifersüchtig darauf ist, wie die Medien ihre Heldentaten romantisieren, beginnen sie eine Verbrechensserie durch den Mittleren Westen. Nach einem Banküberfall in Mason City, Iowa, der zu einer gewalttätigen Schießerei führt, bei der Youngblood stirbt und ein weiteres Mitglied verwundet wird, hat die Bande kein Glück mehr. Während seines Aufenthalts in der Little Bohemia Lodge in Wisconsin nach dem Raubüberfall führt Purvis ein Team von FBI-Agenten zu einer Razzia in der Lodge, die zahlreiche Agenten das Leben kostet und die Bande erneut in die Flucht schlägt. In diesem Chaos werden Pierpont, Nelson, Van Meter und Floyd entweder von Bundesagenten oder von der örtlichen Bürgerwehr gejagt und kurzerhand umgebracht.
Während er sich in Chicago versteckt, macht Dillinger die Bekanntschaft der Bordellbesitzerin Anna Sage. Purvis wittert eine Chance und bietet Sage an, sie vor der Deportation zu schützen, wenn sie ihm hilft, Dillinger zu fassen. Während des Besuchs des Gangsterfilms Manhattan Melodrama im Biograph Theater bringen sich Purvis und seine Männer in Position, um Dillinger festzunehmen, als er, Sage und eine weibliche Bekannte das Kino verlassen. In letzter Minute bringt Purvis Dillinger dazu, nach seiner Waffe zu greifen, und erschießt den Gangster dann in der Gasse.
Im Epilog wird enthüllt, dass Sage trotz Purvis’ Versprechen schließlich nach Rumänien abgeschoben wurde, dass Purvis schließlich Selbstmord beging, nachdem er sich vom FBI zurückgezogen hatte, dass Frechette schließlich mittellos starb und dass Dillingers Konterfei jetzt für die Zielscheiben des FBI bei Schießübungen verwendet wird.
J. Edgar Hoover, der am 2. Mai 1972 starb, schrieb ein Postskriptum, in dem er die Verherrlichung von Gangstern im Film anprangerte. Hoovers Botschaft wird vom Synchronsprecher Paul Frees nach dem Abspann vorgetragen:

„Dillinger war eine Ratte, von der das Land froh sein kann, sie los zu sein, und ich billige keine Hollywood-Verherrlichung dieses Ungeziefers. Diese Art von romantischer Verlogenheit kann junge Menschen nur noch weiter in die Irre führen, als sie es ohnehin schon sind, und ich will damit nichts zu tun haben.“

## Produktion und Veröffentlichung
Jagd auf Dillinger wurde Anfang 1972 gedreht, mehr als ein Jahr vor seiner Premiere in Dallas am 19. Juni 1973. In den US-amerikanischen Kinos startete der Film am 20. Juli 1973, in der Bundesrepublik Deutschland am 24. Januar 1974.

## Synchronisation
Die deutsche Synchronfassung entstand bei der Deutschen Synchron Filmgesellschaft mbH & Co. KG in Berlin unter der Leitung von Karlheinz Brunnemann.
| Rolle            | Darsteller         | Synchronsprecher      |
| ---------------- | ------------------ | --------------------- |
| John Dillinger   | Warren Oates       | Michael Chevalier     |
| Melvin Purvis    | Ben Johnson        | Arnold Marquis        |
| Billie Frechette | Michelle Phillips  | Edeltraut Elsner      |
| Anna Sage        | Cloris Leachman    | Eva Katharina Schultz |
| Homer Van Meter  | Harry Dean Stanton | Rolf Schult           |
| Harry Pierpont   | Geoffrey Lewis     | Heinz Theo Branding   |
| Charles Mackley  | John P. Ryan       | Manfred Grote         |
| Babyface Nelson  | Richard Dreyfuss   | Arne Elsholtz         |
| Pretty Boy Floyd | Steve Kanaly       | Lothar Blumhagen      |
| Eddie Martin     | John Martino       | Claus Jurichs         |
| Samuel Cowley    | Roy Jenson         | Jochen Schröder       |
| Big Jim Wollard  | Read Morgan        | Franz Otto Krüger     |
| Reed Youngblood  | Frank McRae        | Edgar Ott             |

## Kritik
„Halbdokumentarisch angelegter Film über den Kampf eines ehrgeizigen FBI-Mannes gegen den Großgangster John Dillinger und andere berüchtigte Verbrecher während der Depressionsjahre in Amerika. Die wertungsfreie, in schockierendem Naturalismus vorgenommene Nachzeichnung der Begebenheiten versucht, ohne genaue Ursachen-Analysen das Gangsterunwesen seines Mythos zu entkleiden und das Bürgertum als „Faszinationsopfer“ des Verbrecherischen zu ironisieren.“

## Auszeichnungen
- Bei den Golden Globe Awards 1974 war Michelle Phillips in der Kategorie Beste Nachwuchsdarstellerin nominiert.

## Weitere Verfilmungen
Bereits vor Dillingers gewaltsamem Tod existierten Pläne einer Verfilmung. Das Hays Office und das FBI waren jedoch der Meinung, dass derartige Filme schädlich für das Ansehen der USA seien, woraufhin die großen Studios eine Vereinbarung unterzeichneten, entsprechendes Material für eine Verfilmung rundweg abzulehnen.
Erst das kleine Studio Monogram Pictures Corp. wagte 1944 die erste Verfilmung, der dann weitere folgten:
- 1945 entstand unter der Regie von Max Nosseck mit Lawrence Tierney, Anne Jeffreys, Edmund Lowe und Eduardo Ciannelli eine Verfilmung, ebenfalls unter dem deutschen Titel Jagd auf Dillinger.
- 1965 entstand der amerikanische Spielfilm Staatsfeind Nr. 1 – John Dillinger (Young Dillinger) unter der Regie von Terry O. Morse mit Nick Adams und Robert Conrad in den Hauptrollen.
- Die letzten Tage von John Dillinger (The Last Days of John Dillinger) unter der Regie von Nicholas Webster wurde innerhalb der Appointment with Destiny-Serie von Rod Serling im November 1971 von CBS-Networks ausgestrahlt.
- 1991 erschien Dillinger – Staatsfeind Nr. 1 (Dillinger) unter der Regie von Rupert Wainwright mit Mark Harmon, Sherilyn Fenn und Will Patton. Tierney agierte in dieser Version in einer Nebenrolle als Sheriff.
- 1995 erschien ein Film unter dem Titel Dillinger und Capone (Dillinger and Capone) unter der Regie von Jon Purdy mit Martin Sheen als John Dillinger und F. Murray Abraham als Al Capone.
- 2009 verfilmte der Regisseur Michael Mann das Leben John Dillingers unter dem Titel Public Enemies (dt. Staatsfeinde) erneut. Johnny Depp, Christian Bale und Marion Cotillard sind in den Hauptrollen zu sehen.

Eine Kurz-Dokumentation von 1934 trägt den Titel Dillinger: Public Enemy No. 1. John Dillinger selbst und Melvin Purvis treten darin auf. 1957 tritt Leo Gordon als John Dillinger auf in der Verfilmung Baby Face Nelson (So enden sie alle). Der italienische Spielfilm von 1968 Dillinger ist tot trägt nur Dillingers Namen im Titel, womit der Regisseur lediglich andeuten wollte, dass er das Hollywood-Genrekino für tot hält. Von 1979 datiert der Film The Lady in Red, der sich hauptsächlich mit Polly Hamilton, einer Freundin von John Dillinger in seinen letzten Lebenswochen, und Anna Sage, die Dillinger an das FBI verriet, befasst. Ein philippinischer Film von 1992 trägt ebenfalls den Titel Dillinger. The Dillinger Conspiracy heißt ein Fernsehfilm von 2006, der sich um Polly Hamilton dreht. In einem Videofilm von 2009 unter dem Titel On Dillinger’s Trail treten Christian Bale und Johnny Depp als sie selbst auf.